# Karl Augustin
Karl Augustin (ur. 1 listopada 1847 w Olbrachcicach, zm. 16 września 1919 we Wrocławiu) – biskup rzymskokatolicki, biskup tytularny Diocezarei, biskup pomocniczy wrocławski w latach 1910–1919.

## Życiorys
Karl Augustin urodził się 1 listopada 1847 w Olbrachcicach koło Prudnika. Jego ojciec był zamożnym rolnikiem. Karl uczęszczał do szkoły ludowej w rodzinnych Olbrachcicach, a następnie do gimnazjów w Głubczycach i w Nysie, gdzie w 1870 zdał egzamin maturalny. W tym samym roku brał udział w wojnie francusko-pruskiej. W 1871 zaczął studiować na Wydziale Teologii Katolickiej Uniwersytetu Wrocławskiego. Po ukończeniu studiów, 17 kwietnia 1874 przyjął święcenia kapłańskie od biskupa wrocławskiego Heinricha Förstera.
Został skierowany do pracy w seminarium duchownym, gdzie objął stanowisko seniora – pośrednika między alumnami i przełożonymi. Nie pracował bezpośrednio w duszpasterstwie, sprawował różne funkcje we wrocławskiej kurii biskupiej. W 1875 został mianowany sekretarzem kapituły katedralnej oraz kapelanem zgromadzenia szarych sióstr św. Elżbiety we Wrocławiu. W 1882 został sekretarzem tajnej kancelarii biskupiej, w 1886 asesorem wikariatu generalnego i beneficjantem kaplicy św. Elżbiety. W 1904 został honorowym kanonikiem kapituły katedralnej, a 1 grudnia 1911 kanonikiem gremialnym.
Papież Pius X mianował 10 marca 1910 kanonika Augustina biskupem sufraganem wrocławskim oraz biskupem tytularnym Diocezarei. Augustin przyjął święcenia biskupie w katedrze wrocławskiej 25 kwietnia 1910. Karl Augustin konsekrował kościół Niepokalanego Poczęcia Najświętszej Maryi Panny w Olbrachcicach, kościół Mater Dolorosa w Berlinie-Lankwitz, kościół św. Jadwigi w Gliwicach, kościół Narodzenia Najświętszej Maryi Panny w Gliwicach-Bojkowie.
Jako biskup, Augustin był uważany za człowieka pracowitego i dyskretnego. Nadal wspierał zgromadzenie elżbietanek, które w diecezji wrocławskiej posiadały 363 placówki. Wydział Teologiczny Uniwersytetu Wrocławskiego przyznał mu tytuł doktorat honoris causa, natomiast władze państwowe odznaczyły go orderem Orła Czerwonego III klasy z wstęgą.
Ostatnie lata życia Augustina przypadły na czasy I wojny światowej i trudny rok powojenny. Zmarł 16 września 1919 we Wrocławiu. Jako kanonik kapituły katedralnej został pochowany w krypcie w katedrze wrocławskiej.